# Niphona princeps
Niphona princeps là một loài bọ cánh cứng trong họ Cerambycidae.